# Le Blanc-Mesnil Sport Football
 (octobre 2023).
Si vous disposez d'ouvrages ou d'articles de référence ou si vous connaissez des sites web de qualité traitant du thème abordé ici, merci de compléter l'article en donnant les références utiles à sa vérifiabilité et en les liant à la section « Notes et références ».
Maillots
Le Blanc-Mesnil Sport Football est un club de football français situé au Blanc-Mesnil et fondé sous le nom de Blanc-Mesnil Sport Football en 1997.

## Histoire
Avant la fondation du club, la section féminine existait sous le nom de Club Sportif du Blanc-Mesnil.
En 2009-2010, le club fait l'objet d'un documentaire sur la vie d'un club de football amateur qui évolue en Division d'Honneur (DH) intitulé 93150, un autre football. Ce dernier suit le club durant toute sa saison et est diffusé sous forme de série sur la chaine d'information sportive française L'Équipe TV.
Lors de la saison 2016-2017 de DH (6e) Le Blanc-Mesnil SF finit 4e mais est tout de même promu en National 3 à la suite de la restructuration des divisions nationales amateures notamment du retour du National  2 et de la création du National 3 à la place des anciens CFA et CFA 2. Le club fait donc partie des nombreuses équipes Franciliennes promues pour assurer le déroulement du groupe Paris Île-de-France de National  3.
Pour leur première saison en National 3 , en 2017-18 le club est très vite mêlé à la lutte pour la montée en National 2 ,  mais va finir par rentrer dans le rang et terminer à la 6e position de son groupe avec 38 points assurant néanmoins assez facilement son maintien avec 10 unités d'avance sur la zone rouge . 
La saison suivante , en 2018-19 le club francilien affiche clairement ses ambitions : la montée en National  2 le club se glisse une fois de plus dans la lutte pour la promotion et est classé 5e avec 28 points à la 16e journée. Ils sont très proches du leader de leur groupe le Gobelins FC avec seulement 3 longueurs de retard sur le vainqueur provisoire de leur poule .

## Palmarès

### Parcours en Coupe de France
Lors de la Coupe de France 2016-17 Le Blanc-Mesnil SF accède au 7e tour mais est éliminé aux tirs au but (1-1 5-3 t.a.b) face au club départemental de l'Ernéenne. 
Pour la Coupe de France 2017-2018 le club promu en National 3 affiche ses ambitions d'aller loin dans la compétition. Le club qualifié pour la seconde fois consécutive au 7e, s'impose face à l'AS Courneuvienne club de départemental 2 (10e) et se qualifie pour le 8e tour . Le Blanc-Mesnil SF s'inclinera malheureusement face à un club de niveau supérieur , le SAS Épinal pensionnaire de National 2 sur le score serré de 2-1 .  Les franciliens sortent néanmoins de la compétition avec les honneurs. 
A l'approche de l'édition  2018-19 le club souhaite réitérer sa performance de l'an passé voire de pouvoir faire mieux .  Malheureusement l'élimination du Blanc-Mesnil SF au 6e tour est précoce mais logique puisque leurs adversaires sont les Val-d'Oisiens de l'Entente SSG. Le Blanc-Mesnil SF va tout de même  faire douter les pensionnaires mal en point de National  en les amenant jusqu'en prolongations avant de s'incliner lourdement sur le score de 3-0 .

## Bilan saison par saison
| Saison    | Div.        | clas. | Pts. | M.J. | Vic. | Nuls | Déf. | B.P. | B.C. | D.B. | Coupe de France |
| 2005-2006 | DSR-a Paris | --    | --   | --   | --   | --   | --   | --   | --   | --   | 6e tour         |
| 2006-2007 | DH Paris    | --    | --   | --   | --   | --   | --   | --   | --   | --   | n.c.            |
| 2007-2008 | DH Paris    | --    | --   | --   | --   | --   | --   | --   | --   | --   | 6e tour         |
| 2008-2009 | DH Paris    | --    | --   | --   | --   | --   | --   | --   | --   | --   | 5e tour         |
| 2009-2010 | DH Paris    | --    | --   | --   | --   | --   | --   | --   | --   | --   | n.c.            |
| 2010-2011 | DH Paris    | 8e    | 62   | 26   | 9    | 9    | 8    | 25   | 26   | -1   | 4e tour         |
| 2011-2012 | DH Paris    | 3e    | 71   | 26   | 12   | 9    | 5    | 34   | 23   | +11  | n.c.            |
| 2012-2013 | DH Paris    | 9e    | 60   | 26   | 8    | 10   | 8    | 25   | 28   | -3   | n.c.            |
| 2013-2014 | DH Paris    | 5e    | 62   | 26   | 11   | 3    | 12   | 32   | 27   | +5   | 7e tour         |
| 2014-2015 | DH Paris    | 7e    | 59   | 26   | 9    | 6    | 11   | 39   | 40   | -1   | n.c.            |
| 2015-2016 | DH Paris    | 4e    | 71   | 26   | 11   | 12   | 3    | 27   | 15   | +12  | n.c.            |
| 2016-2017 | DH Paris    | 4e    | 72   | 26   | 13   | 7    | 6    | 47   | 28   | +19  | n.c.            |
| 2017-2018 | N3          | 6e    | 38   | 26   | 10   | 8    | 8    | 37   | 29   | +8   | 8e tour         |
| 2018-2019 | N3          | --    | --   | --   | --   | --   | --   | --   | --   | --   | n.c.            |